# Bergerac
Bergerac (in occitano Brageirac) è un comune francese di 27 101 abitanti situato nel dipartimento della Dordogna nella regione della Nuova Aquitania, sede di sottoprefettura.
La città, il cui nome è noto nel mondo per il celebre personaggio di Rostand, è al centro di vaste piantagioni di tabacco ed è conosciuta anche per un interessante museo dedicato alla storia di questo prodotto e alla sua manifattura. Nella chiesa di Nostra Signora (Église Notre-Dame) si possono ammirare due adorazioni: una attribuita al Pordenone, l'altra a Gaudenzio Ferrari.
A sud della città sorge il piccolo aeroporto di Bergerac-Roumanière.
Georges Simenon vi ambientò una delle inchieste del commissario Maigret, Il pazzo di Bergerac, scritta e pubblicata nel 1932.

## Geografia fisica

### Clima
Il clima di questa cittadina è caratterizzato da una certa influenza dell'oceano atlantico. In autunno e in inverno è molto piovoso e umido, tuttavia queste condizioni a volte si possono ritrovare anche nel semestre più caldo. C'è da dire che sia in primavera che in estate, per la particolare posizione orografica della cittadina, lontana dall'influenza delle brezze di mare, in condizioni anticicloniche sub-tropicali non di rado si registrano temperature anche molto elevate con tassi di umidità che crollano radicalmente. A tal proposito, il 26 giugno 2011 si sono registrati oltre 38 °C di massima.

## Infrastrutture e trasporti

### Ferrovie
La stazione ferroviaria principale della città è la Stazione di Bergerac.

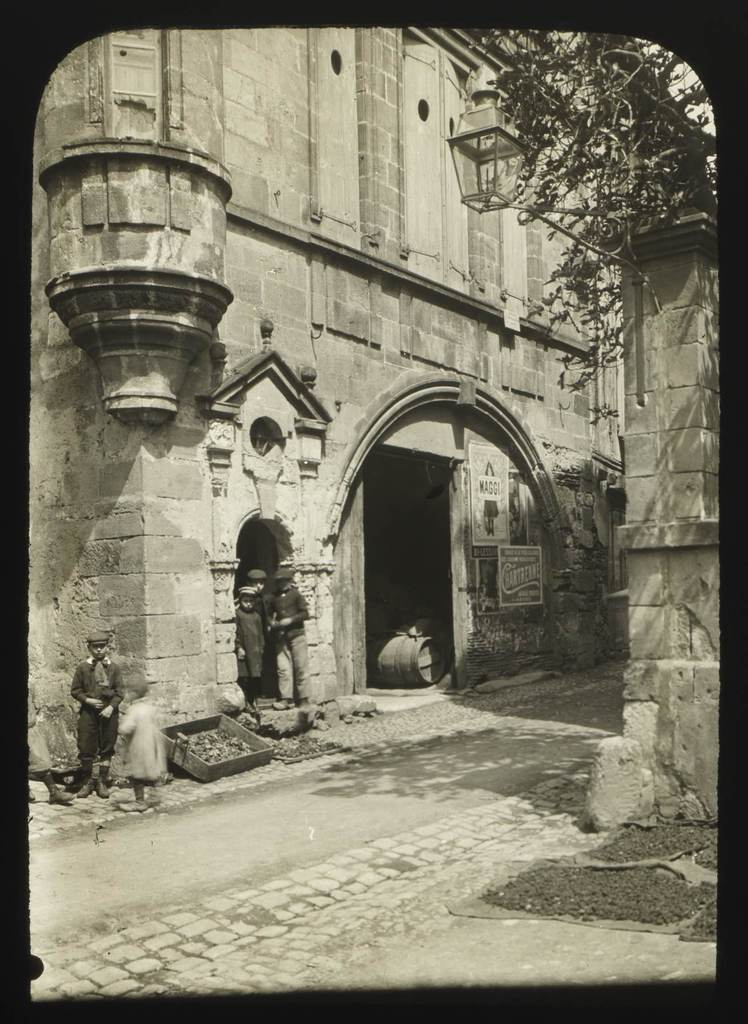
La Maison Peyrarède, foto di Jean-Auguste Brutails

## Società

### Evoluzione demografica
Abitanti censiti

## Amministrazione

### Gemellaggi
La città è gemellata con:
- Repentigny[3]
- Faenza[3] dal 1998